# Taphozous hildegardeae
Taphozous hildegardeae är en insektsätande småfladdermusart som beskrevs av Oldfield Thomas (1858–1929) år 1909. IUCN kategoriserar arten globalt som sårbar.
Dess artnamn på engelska (Hildegarde's tomb bat) och på tyska (Hildegardes Grabfledermaus eller die Hildegarde-Grabfledermaus) betyder "Hildegardes gravfladdermus". Fladdermusens vetenskapliga artnamn hedrar Hildegarde Hinde (född år 1871 i England som Hildegarde Beatrice Ginsburg, död år 1959), en kvinnlig antropologist, lingvist, skrivare och amatör-naturhistoriker.
Taphozous hildegardeae ingår i släktet gravfladdermöss (Taphozous) och familjen frisvansade fladdermöss (Emballonuridae). Inga underarter finns listade i Catalogue of Life.

## Utseende
Denna fladdermus når en kroppslängd (huvud och bål) på 76 till 87 mm och en svanslängd på 23 till 33 mm. Den har 65 till 70 mm långa underarmar, 13 till 15 mm långa bakfötter och cirka 20 mm långa öron. I motsats till flera andra gravfladdermöss har arten ingen naken säckformig körtel på strupen. Däremot kännetecknas hannar av ett svart skägg på strupen som täcker ett område med körtlar. Båda kön har ljusbrun till vit päls på buken. Dessutom har hannar allmänt större öron och en större skalle. På ovansidan förekommer blek brun päls. Även flygmembranen är främst brun, men vid vingarnas spets blir den mer vitaktig.
Arten saknar liksom andra släktmedlemmar hudflikar på näsan (blad) och svansen är inte helt inbäddad i svansflyghuden. Håren på ryggens topp är ungefär 7 till 9 mm långa och de har en vitaktig bas samt en brun spets. När man tittar ner mot fladdermusen har huvudet ungefär en trekantig form och även öronen är något trekantiga. Enligt Kingdon (2013) är vingarna främst vita och bruna pigment finns bara nära bålen.
Hannar har vid slutet av den längre regntiden (april till juni) en betydlig större vikt än under andra årstider. De lagrar fett i kroppen för att klara parningen, som sker samtidig, och för att komma över den torra perioden. Även honor blir något tyngre, men det kan bero på att de är dräktiga.

## Utbredning
Arten lever i östra Afrika i Kenya och Tanzania samt på öar i närheten, till exempel på Zanzibar. Habitatet utgörs av mera torra tropiska skogar. Individerna är aktiva på dagen och jagar olika insekter. Ofta syns Taphozous hildegardeae tillsammans med Coleura afra.

## Ekologi
Taphozous hildegardeae jagar olika insekter som gräshoppor, nattfjärilar och andra fjärilar. Troligen använder den under jakten ekolokalisering.
Denna fladdermus vilar vanligen i grottor och bildar där stora kolonier, ibland tillsammans med andra fladdermöss. Arten utför inga längre vandringar, men den kan ibland byta grotta. Inom kolonin bildas flockar som liknar ett harem med en alfahanne och flera honor. Sällan ingår flera vuxna hannar i flocken. Parningen sker under den långa regntiden, och honor föder sina ungar vid slutet av den korta regntiden i december. Vanligen visar hannar även under den korta regntiden ett parningsbeteende, men det resulterar inte i dräktiga honor. Troligtvis säkrar hannar på sätt sitt revir.

## Status
Arten hotas av skogsavverkningar och av störningar i grottorna. Utbredningsområdet är delat i flera från varandra skilda populationer och hela beståndet minskar. IUCN kategoriserar arten globalt som sårbar.